# Linda Sembrant
Linda Brigitta Sembrant (Uppsala, 15 maggio 1987) è una calciatrice svedese, difensore del Bayern Monaco e della nazionale svedese.

## Biografia
Nel febbraio del 2023 ha annunciato pubblicamente di avere una relazione con Lisa Boattin, all'epoca sua compagna di squadra alla Juventus.

## Carriera

### Club
Linda Brigitta Sembrant cresce a Uppsala, dimostrando la passione per lo sport fin da giovanissima. All'età di quattro anni esprime la volontà di diventare una star del pattinaggio di figura e durante gli anni Novanta dedica molto tempo a questa disciplina sportiva pur praticando anche il calcio e l'hockey su prato.
Il suo definitivo avvicinamento al calcio inizia all'età di 8-9 anni, quando segue Emma, la figlia di Peter Gerhardsson, futuro commissario tecnico della Nazionale femminile di calcio della Svezia (a quel tempo allenatore dell'Upsala IF), in una sessione di allenamento con lo SK Servia. Da allora decide di tesserarsi per la società della città natale Uppsala, della quale veste la maglia fino alla fusione di quest'ultima con l'Upsala IF a causa dell'elevato numero giocatori nella fascia d'età di Sembrant nel SK Servia. In quel periodo chiude l'esperienza con il pattinaggio di figura, e pratica altre discipline iniziando a giocare a floorball per il Storvreta IBK e a bandy con l'Uppsala BoIS. Nonostante da piccola il suo modello fosse l’attaccante Henrik Larsson, predilige il ruolo di difensore.
Nel 2002 si trasferisce al Bälinge, società con la quale disputa due stagioni nella formazione B (Bälingetrollen). Negli stessi anni abbandona definitivamente l'attività agonistica relativa ad altri sport. Sembrant viene inserita in rosa nella formazione titolare della stagione 2004, debuttando in Damallsvenskan, massimo livello del campionato nazionale di categoria, all'età di soli 16 anni.
Rimane legata alla società fino al termine della stagione 2007, collezionando una retrocessione al primo anno nella formazione titolare, una promozione dalla cadetteria nel 2005 e un nono posto nei campionati 2006 e 2007, con la squadra che stentava a uscire dalla parte bassa della classifica. In questi ultimi anni ha l'occasione di disputare il suo primo campionato all'estero: ceduta in prestito al Lincoln City durante il periodo di sospensione del campionato nazionale, matura tre presenze nella stagione 2006-2007 di Northern Division della "FA Women's Premier League", l'allora secondo livello del campionato inglese.
Nel 2008 Sembrant si trasferisce all'AIK, società con la quale rimane tre stagioni consecutive e con la quale indossa anche la fascia di capitano. Condivide con le compagne il quarto posto in campionato nel 2008, risultato di prestigio che però la squadra non riesce a ripetere nei due anni successivi, chiudendo all'ottavo posto nel 2009, e venendo retrocessa al termine del campionato 2010, finendo al dodicesimo e ultimo posto, a cinque punti dalla zona salvezza.

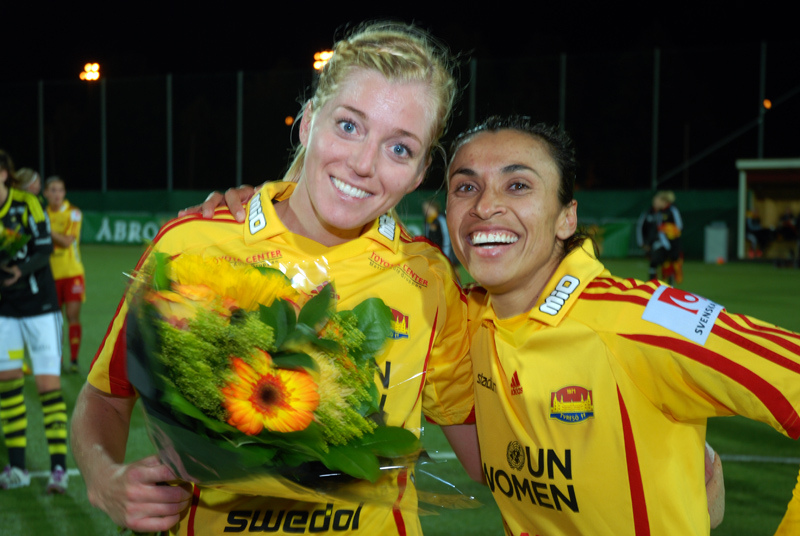
Sembrant (a sinistra) e Marta con la maglia del nel 2012

Nel novembre 2010 Sembrant passa al Kopparbergs/Göteborg e un anno dopo si trasferisce al Tyresö FF.
Nel 2012, con il Tyresö FF, Sembrant vince il campionato svedese, ma è costretta a saltare la finale di stagione a causa di un infortunio al legamento crociato anteriore. Il Tyresö FF attraversa una crisi finanziaria durante la stagione 2014, ritirandosi dalla lega e rescindendo i contratti di tutte le calciatrici. Sembrant si accasa così al club francese Montpellier.
Nel luglio 2019, dopo cinque stagioni disputate nel campionato francese, si trasferisce alla Juventus per giocare la stagione entrante nel campionato italiano, sua seconda esperienza all'estero. A disposizione dell'allenatrice Rita Guarino, fa il suo esordio in Serie A alla 1ª giornata di campionato, il 14 settembre, nella vittoria casalinga per 2-1 con l'Empoli e sigla la sua prima rete poco meno di un mese più tardi, portando il parziale sul 2-1 alla 3ª giornata di campionato con il Florentia S.G., incontro poi terminato 3-1 per le bianconere. Al termine della stagione festeggia con le compagne il titolo di Campione d'Italia e la conquista della Supercoppa 2019 battendo 2-0 la Fiorentina nell'ultimo format a partita secca. La stagione successiva continua a riscuotere la piena fiducia di Guarino, che la impiega in 19 incontri su 20 fino all'infortunio al ginocchio destro subito in allenamento il 14 maggio, una distorsione che dopo gli accertamenti si rivela essere una lesione del crociato e del menisco. Per colpa di questo infortunio salta le Olimpiadi tanto attese. Riprende a giocare solo il 6 febbraio del 2022 contro l'Hellas Verona, e ritorna ad essere titolare fin da subito giocando tutte le partite restanti. Tra queste spiccano anche i quarti di finale di Champions League, dove la Juventus riesce a battere in casa le pluricampionesse del Lione con il risultato di 2-1. Al ritorno le francesi hanno la meglio infliggendo un 3-1 alla squadra torinese. La Juventus perde così l’opportunità di qualificarsi per la semifinale. La stagione si conclude positivamente per la Juventus, che conquista il triplete nazionale con la vittoria della Supercoppa 2021 a gennaio, il quinto Scudetto consecutivo e la Coppa Italia contro la Roma. A fine maggio Sembrant rinnova il contratto con la Juve fino al 2023. La stagione seguente inizia in salita, poiché la squadra non riesce ad esprimersi al meglio come nelle precedenti stagioni. Il ruolo di Sembrant, però, è sempre regolare, e gioca quasi sempre da titolare. Il KO finale arriva nei play off contro la Roma, che vince il suo primo scudetto, mentre la Juve arriva seconda per la prima volta dalla sua fondazione. Durante la stagione, Sembrant e compagne si vedono sfuggire anche la Supercoppa 2022, vinta ai rigori dalla Roma. A fine stagione la Juve gioca la finale di Coppa Italia, un obiettivo molto importante durante la difficile stagione. Sembrant gioca titolare, toccando le cento presenze nel club bianconero. La partita finisce 1-0 per la Juve grazie al goal di Barbara Bonansea. A fine stagione, prima di partire per il mondiale in Nuova Zelanda, la svedese rinnova con il club torinese fino al 2024.
Il 12 gennaio 2024, Sembrant rescinde ufficialmente il proprio contratto con il club bianconero, e tre giorni dopo passa ufficialmente al Bayern Monaco, nella Frauen-Bundesliga, con la quale firma un contratto fino a fine stagione.. Qua vince il campionato tedesco 2023-2024 con due giornate di anticipo. Sempre con la squadra bavarese approda in finale di Coppa di Germania, poi persa contro il Wolfsburg. Il 19 maggio annuncia insieme al Bayern Monaco di aver prolungato il suo contratto fino al 2025.

### Nazionale

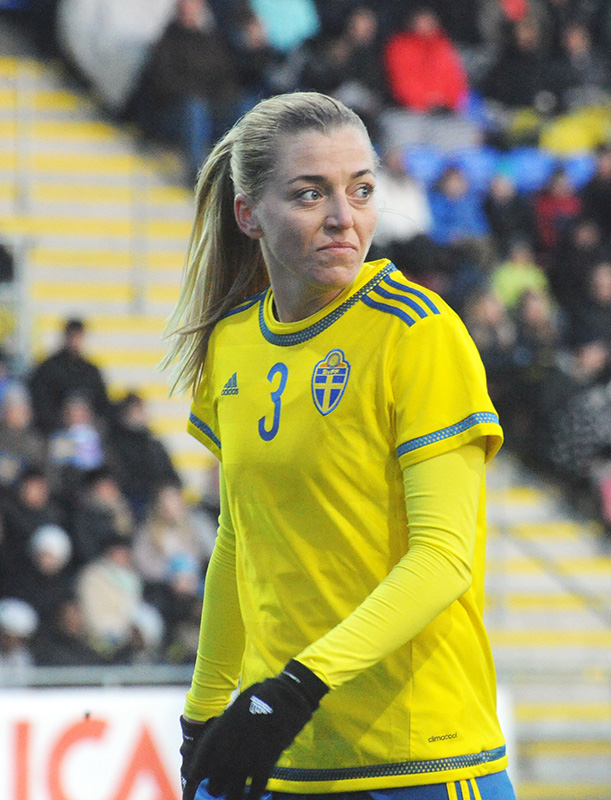
Sembrant con la maglia della nazionale svedese nell'aprile 2015

Sembrant ha rappresentato la Svezia in tutti i settori giovanili, prima di essere convocata in prima squadra per la partita contro l'Inghilterra nel febbraio 2008. A causa di un infortunio, però, non è stata inserita nella rosa della Svezia per Euro 2009.
Nel 2011 viene convocata nella squadra svedese per i Mondiali in Germania dove vince la medaglia di bronzo, e mantiene il posto nella selezione nazionale per le Olimpiadi di Londra del 2012.
In occasione della sua 50ª presenza in Nazionale, segna il goal della Svezia nell'1-1 contro il Canada durante l'amichevole disputata a Los Angeles nel novembre 2014.
Ai mondiali di Canada 2015 segna un goal di testa contro la Germania.
Durante le Olimpiadi di Rio de Janeiro del 2016, vince la medaglia d'argento. Le svedesi vengono sconfitte in finale dalla Germania. Proprio in questa sfida segna un autogoal in favore delle tedesche.
Nel Mondiale del 2019 Sembrant segna contro la Thailandia il primo goal della vittoria svedese per 5-1. Vince di nuovo con la squadra la medaglia di bronzo.
Nel 2021 salta le Olimpiadi di Tokyo per via di un infortunio al crociato che la tiene fuori dal campo fino a febbraio 2022.
Torna in tempo per disputare l'Europeo del 2022 in cui segna anche un goal importantissimo contro il Belgio ai quarti di finale, grazie al quale la Svezia approda in semifinale e sfida l'Inghilterra che le batte con un risultato netto di 4-0.
L'anno dopo viene convocata per il Mondiale del 2023 in Australia e Nuova Zelanda. Vince la sua terza medaglia di bronzo battendo l'Australia nella finale per il terzo posto.

## Statistiche
Statistiche aggiornate al 11 maggio 2025.

### Presenze e reti nei club
| Stagione           | Squadra              | Campionato         | Campionato | Campionato | Coppe nazionali | Coppe nazionali | Coppe nazionali | Coppe continentali | Coppe continentali | Coppe continentali | Altre coppe | Altre coppe | Altre coppe | Totale | Totale |
| Stagione           | Squadra              | Comp               | Pres       | Reti       | Comp            | Pres            | Reti            | Comp               | Pres               | Reti               | Comp        | Pres        | Reti        | Pres   | Reti   |
| ------------------ | -------------------- | ------------------ | ---------- | ---------- | --------------- | --------------- | --------------- | ------------------ | ------------------ | ------------------ | ----------- | ----------- | ----------- | ------ | ------ |
| 2008               | AIK                  | DA                 | 21         | 2          | SCD             | ?               | ?               | -                  | -                  | -                  | -           | -           | -           | 21+    | 2+     |
| 2009               | AIK                  | DA                 | 20         | 2          | SCD             | ?               | ?               | -                  | -                  | -                  | -           | -           | -           | 20+    | 2+     |
| 2010               | AIK                  | DA                 | 21         | 2          | SCD             | ?               | ?               | -                  | -                  | -                  | -           | -           | -           | 21+    | 2+     |
| Totale AIK         | Totale AIK           | Totale AIK         | 62         | 6          |                 | ?               | ?               |                    | -                  | -                  |             | -           | -           | 41+    | 6+     |
| 2011               | Kopparbergs/Göteborg | DA                 | 22         | 3          | SCD             | 5               | 0               | UWCL               | 4                  | 2                  | -           | -           | -           | 31     | 5      |
| Totale Göteborg    | Totale Göteborg      | Totale Göteborg    | 22         | 3          |                 | 5               | 0               |                    | 4                  | 2                  |             | -           | -           | 31     | 5      |
| 2012               | Tyresö FF            | DA                 | 13         | 1          | SCD             | 1               | 0               | -                  | -                  | -                  | -           | -           | -           | 14     | 1      |
| 2013               | Tyresö FF            | DA                 | 11         | 2          | SCD             | 2               | 0               | UWCL               | 9                  | 0                  | -           | -           | -           | 22     | 2      |
| 2014               | Tyresö FF            | DA                 | 6          | 1          | -               | -               | -               | -                  | -                  | -                  | -           | -           | -           | 6      | 1      |
| Totale Tyresö      | Totale Tyresö        | Totale Tyresö      | 30         | 4          |                 | 3               | 0               |                    | 9                  | 0                  |             | -           | -           | 42     | 4      |
| 2014-2015          | Montpellier          | D1                 | 22         | 2          | CF              | ?               | ?               | -                  | -                  | -                  | -           | -           | -           | 22+    | 2+     |
| 2015-2016          | Montpellier          | D1                 | 22         | 4          | CF              | ?               | ?               | -                  | -                  | -                  | -           | -           | -           | 22+    | 4+     |
| 2016-2017          | Montpellier          | D1                 | 18         | 1          | CF              | ?               | ?               | -                  | -                  | -                  | -           | -           | -           | 18+    | 1+     |
| 2017-2018          | Montpellier          | D1                 | 20         | 2          | CF              | ?               | ?               | UWCL               | 6                  | 1                  | -           | -           | -           | 26+    | 3+     |
| 2018-2019          | Montpellier          | D1                 | 18         | 0          | CF              | ?               | ?               | -                  | -                  | -                  | -           | -           | -           | 18+    | 0+     |
| Totale Montpellier | Totale Montpellier   | Totale Montpellier | 100        | 9          |                 | ?               | ?               |                    | 6                  | 1                  |             | -           | -           | 106+   | 10+    |
| 2019-2020          | Juventus             | A                  | 16         | 2          | CI              | 1               | 1               | UWCL               | 2                  | 0                  | SI          | 1           | 0           | 20     | 3      |
| 2020-2021          | Juventus             | A                  | 19         | 3          | CI              | 5               | 1               | UWCL               | 2                  | 0                  | SI          | 1           | 0           | 27     | 4      |
| 2021-2022          | Juventus             | A                  | 9          | 0          | CI              | 4               | 0               | UWCL               | 2                  | 0                  | SI          | 0           | 0           | 15     | 0      |
| 2022-2023          | Juventus             | A                  | 21         | 2          | CI              | 7               | 1               | UWCL               | 8                  | 0                  | SI          | 1           | 0           | 37     | 3      |
| 2023-2024          | Juventus             | A                  | 2          | 0          | CI              | -               | -               | UWCL               | 2                  | 0                  | SI          | 1           | 0           | 5      | 0      |
| Totale Juventus    | Totale Juventus      | Totale Juventus    | 67         | 7          |                 | 17              | 3               |                    | 16                 | 0                  |             | 4           | 0           | 104    | 10     |
| 2023-2024          | Bayern Monaco        | BL                 | 10         | 1          | CG              | 3               | 0               | UWCL               | -                  | -                  | -           | -           | -           | 13     | 1      |
| 2024-2025          | Bayern Monaco        | BL                 | 11         | 2          | CG              | 1               | 0               | UWCL               | 5                  | 0                  | ST          | 0           | 0           | 17     | 2      |
| Totale carriera    | Totale carriera      | Totale carriera    | 301        | 32         |                 | 21+             | 3+              |                    | 40                 | 3                  |             | 4           | 0           | 375+   | 38+    |

## Palmarès

### Club
- Coppa di Svezia: 1

Kopparbergs/Göteborg: 2011
- Campionato svedese: 1

Tyresö: 2012
- Campionato italiano: 3

Juventus: 2019-2020, 2020-2021, 2021-2022
- Supercoppa italiana: 4

Juventus: 2019, 2020, 2021, 2023
- Coppa Italia: 2

Juventus: 2021-2022, 2022-2023
- Campionato tedesco: 2

Bayern Monaco: 2023-2024, 2024-2025
- Supercoppa di Germania: 1

Bayern Monaco: 2024
- Coppa di Germania: 1

2024-2025

### Nazionale
- Argento olimpico: 1

Rio de Janeiro 2016
- Algarve Cup: 1

2018 (condiviso con i Paesi Bassi)

### Individuale
- Gran Galà del calcio AIC: 1

Squadra dell'anno: 2020